# Sant Climent d'Iran
Sant Climent d'Iran és l'església del poble d'Iran del s. XI de l'antic terme de Llesp, actualment pertanyent al terme del Pont de Suert. És sufragània de la parròquia de la Mare de Déu de les Neus d'Irgo.

## Arquitectura
L'església centra el petit poble d'Iran, situat aprofitant un replà arrecerat de la Serra Capitana. És un edifici d'una sola nau coberta amb volta de canó i capçada a llevant per un absis semicircular precedit d'un estret arc presbiteral. La volta no té arcs torals, però es conserven dues impostes bisellades que semblen correspondre a la intenció, no executada, de construir un arc toral. Al centre de l'absis s'obre una finestra d'una sola esqueixada realçada exteriorment per una arquivolta llisa; aquesta obertura ha estat tapiada per la cara interior. Al mur sud, prop de l'obertura de l'arc presbiteral, hi ha una altra finestra també d'una sola esqueixada, a diferència de la que s'obre a la façana de ponent, de doble esqueixada resolta amb una llinda. En aquesta mateixa façana se situa un campanar d'espadanya de dos ulls.
La porta s'obre a la façana meridional; està feta amb una llinda sense arc de descàrrega i suportada per uns brancals formats per grans blocs de pedra. Per sobre de la porta hi ha un nínxol, obert amb un arc de mig punt, que configura una tipologia molt peculiar i sense gaire paral·lelismes, ja que la presència d'aquest tipus de nínxols és molt rara en l'arquitectura altmedieval. L'interior és parcialment arrebossat i els paraments exteriors permeten constatar que l'edifici és construït amb un aparell de carreuó allargassat, de pedra calcària, disposat molt ordenadament en filades uniformes i irregulars, especialment a la part baixa de l'absis.

## Béns mobles
En la declaració de bé cultural d'interès nacional s'inclouen també béns mobles:
- Imatge de Sant Climent, de fusta policromada
- Pica baptismal de pedra buidada, enguixada i pintada
- Imatge de la Mare de Déu del Roser de talla policromada
- Campana de bronze amb inscripcions a la part inferior

## Història
La documentació d'època medieval no recull cap referència explícita al lloc d'Iran, el qual, encara que avui dia es tracti d'un indret reclòs i aïllat, ben segur que en el passat controlava els accessos a la vall de Boí. És molt probable que prop d'Iran estigués situat el castell anomenat el Grau de Castelló.
D'altra banda és possible que la relació d'Iran amb Isirch, nucli amb sis focs esmentat als fogatjaments del 1378 i 1381 dins de les propietats del monestir de Santa Maria de Lavaix. Un capbreu llevador de la baronia d'Erill datat el 1393 consigna que els habitants d'Isirch feien prestació d'host i cavalcada, i cadascun dels focs pagava un sester de civada, una mitgera de vi, una gallina i dues fogasses.